# Cubal do Lumbo
Cubal do Lumbo é uma comuna angolana. Pertence ao município do Bocoio, na província de Benguela.